# Geely CD
O Geely CD é um modelo coupé produzido na China pela Geely. "CD" é um acrônimo de "Chinese Dragon" em inglês. O CD foi apresentado no Salão do Automóvel de Frankfurt de 2005 junto com outros quatro modelos da Geely.